# Nonea taurica
Nonea taurica är en strävbladig växtart som först beskrevs av Carl Friedrich von Ledebour, och fick sitt nu gällande namn av Carl Friedrich von Ledebour. Nonea taurica ingår i släktet nonneor, och familjen strävbladiga växter. Inga underarter finns listade i Catalogue of Life.